# Hyundai Stellar
La Hyundai Stellar est une automobile produite par Hyundai Motor de 1983 à 1992. Elle est dessinée par le designer Giorgetto Giugiaro.

## Présentation
Elle reprend les bases de la Ford Cortina Mk4 et Mk5, qui était la première voiture produite sous licence par Hyundai Motor. La Stellar est produite uniquement en 4 portes quoique des versions break ont déjà été vues.
En 1985, elle est lancée au Canada avec 2 niveaux de finition: SL et GSL.  Elle dispose d'un seul moteur, un 1,6L d'origine Mitsubishi, qu'elle partage avec la Hyundai Pony GLS. La Stellar est remplacée par la Hyundai Sonata   sur le marché canadien.